# Blackburn Firebrand
O Blackburn Firebrand foi uma aeronave monomotor de ataque ar-solo, desenvolvida pela Blackburn Aircraft para a Fleet Air Arm da Marinha Real Britânica, para combater durante a Segunda Guerra Mundial. Originalmente pretendido para ser usado como um simples caça de combate ar-ar, a sua performance abaixo da expectativa e a atribuição do seu motor original para o Hawker Typhoon, fizeram com que fosse re-desenhado para se tornar num caça cujo missão seria a de ataque ar-solo. O seu desenvolvimento foi lento e a primeira aeronave entregue e pronta para serviço chegou apenas quando a Segunda Grande Guerra já havia terminado. Pouco mais de duas centenas de aeronaves foram construídas, tendo sido dispensadas em 1953.

## Desenvolvimento
No geral, a Fleet Air Arm havia requerido caças que fossem capazes de navegar por longas distancias pelos mares, porém, não exigiam um caça muito rápido. Contudo, enquanto a defesa aérea das bases navais estava ao encargo da RAF, não houve progresso algum no que toca à evolução da especialização da defesa das mesmas, o que levou o almirantado a tomar uma posição em relação ao problema. Para isto, era necessário um caça interceptor. As experiências na campanha da Noruega no início dos anos 40 mostravam que um caça de um único tripulante, com alta performance e lançado a partir de porta-aviões seria uma vantagem. A Blackburn propôs uma aeronave denominada B-37, alimentada por um motor Napier Sabre, que foi aceite em Junho de 1940. O Air Ministry definiu uma velocidade mínima de 650 km/h e três protótipos foram encomendados em Janeiro de 1941.
O B-37, que recebeu o nome "Firebrand" a 11 de Julho de 1941, era um monoplano com uma fuselagem toda em metal. A parte da frente da fuselagem era circular, e do cockpit até à cauda, a fuselagem assumia uma forma oval. Os tanques de combustível situavam-se entre o motor e o cockpit. Os radiadores localizavam-se nitidamente entre a junção da asa com a fuselagem. As asas eram dobráveis para maximizar o número de aeronaves estacionadas num porta-aviões. Para a aeronave descolar com maior celeridade e aterrar em curtas distâncias, foram instalados um conjunto especial de flaps que aeronaves terrestres dispensavam. O seu armamento era composto por quatro canhões de 20 mm, que ficavam instalados nas asas. O trem de aterragem localizava-se na parte inferior e posterior das asas e recolhia para trás. O Firebrand tinha uma peculiaridade que consistia num dispositivo que media a velocidade do ar, o que fazia com que o piloto não precisasse de olhar para baixo, dispositivo este que foi o percursor do actual Head Up Display.
O primeiro protótipo voou pela primeira vez no dia 27 de Fevereiro de 1942, e os restantes dois voaram no dia 15 de Julho. Os testes de voo iniciais foram uma desilusão pois a aeronave não atingia a velocidade requerida. Um novo motor foi especialmente desenvolvido para o Firebrand, o Sabre III, que conseguiu aumentar a velocidade da aeronave porém ainda sem chegar ao objectivo. O segundo protótipo, DD810, efectuou testes de aterragem em convés, a bordo do porta-aviões HMS Illustrious (87), em Fevereiro de 1943. Os motores Sabre também estavam a ser usados no Hawker Typhoon, um caça que já estava em produção, e o Ministério da Produção do Ar (MPA) decidiu que o Typhoon seria prioritário em relação ao Firebrand. O Sabre também estava a experienciar alguns problemas, o que suscitava a necessidade de um novo motor e, consequentemente, de uma fuselagem diferente para o suportar. Em vez de abandonar o projecto e desperdiçar todo o tempo e recursos usados até então, o MPA decidiu transformar o Firebrand e dar-lhe uma nova missão, onde seria uma aeronave de ataque ar-solo, capaz de carregar bombas e torpedos, ao mesmo tempo que poderia combater outros caças no ar. Nove F. Mk I foram produzidos.

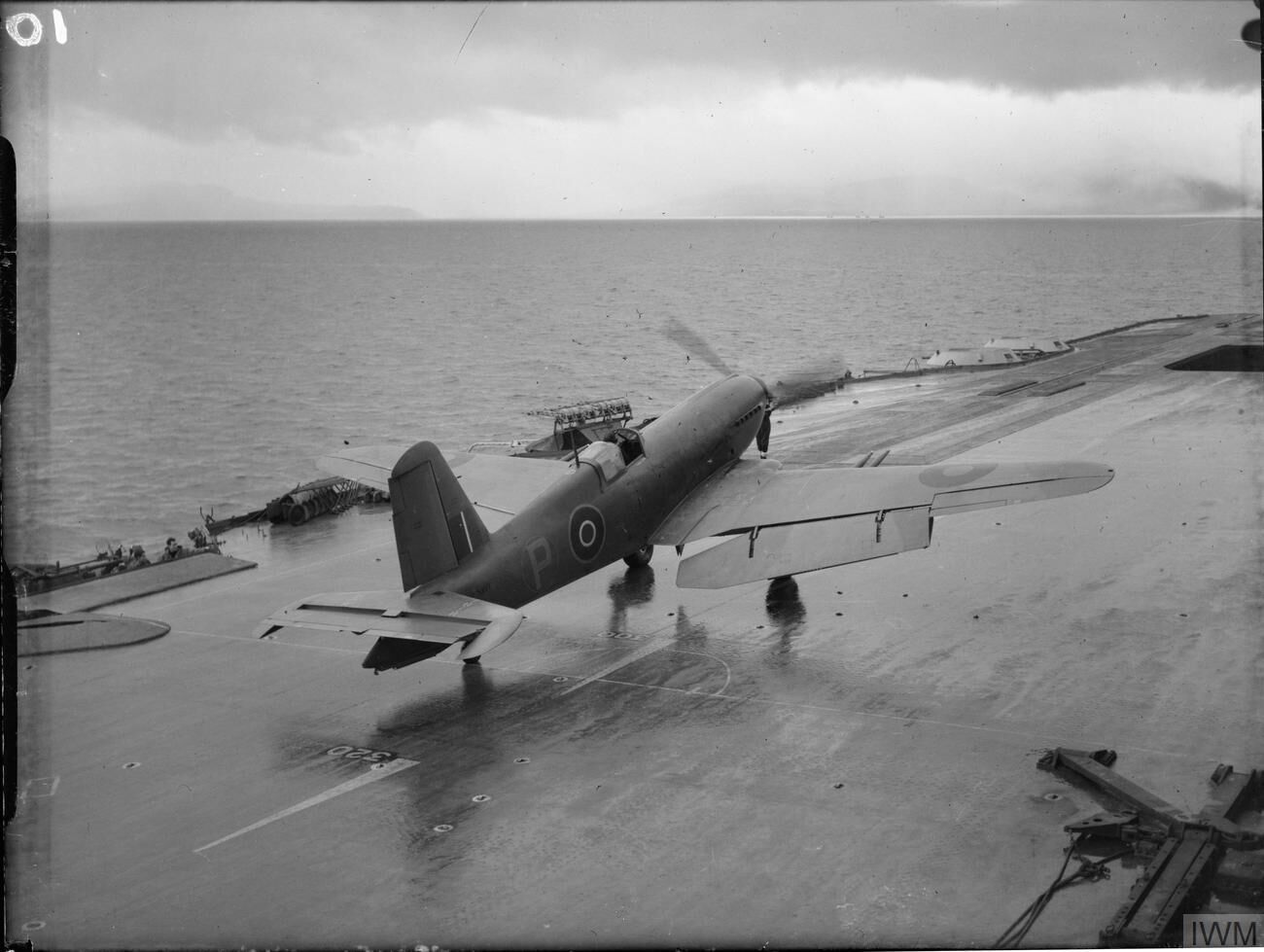
Um Firebrand T.F. Mk II protótipo a preparar-se para efectuar um voo de teste.

Depois de ficar severamente danificado numa aterragem de emergência, o DD810 foi convertido no primeiro protótipo da variante de ataque ar-solo, o Firebrand T.F. Mk II (dignado pela companhia como B-45), que fez o seu primeiro voo a 31 de Março de 1943. Esta variante proveio de uma adaptação do Mk I com a secção central das asas ligeiramente alargada em 39,4 centímetros, afastando o trem de aterragem e fazendo espaço para uma bomba ou um torpedo por baixo da fuselagem. O T.F. Mk II passou por uma produção muito limitada, com apenas 12 aeronaves produzidas. A Blackburn propôs diversas versões desta aeronave, incluindo uma com asas de alta elevação designado B-42, e o B-43 que teria sido um hidro-avião, porém nenhuma destas propostas foi realizada.
Entretanto, uma nova especificação foi proposta para instalar o motor radial Bristol Centaurus VII. Dois protótipos foram convertidos a partir de dois Mk I incompletos, e adicionalmente 27 aeronaves foram produzidas. O primeiro protótipo voou pela primeira vez a 21 de Dezembro de 1943, porém a construção desta nova aeronave demonstrava ser demasiado lenta, fazendo com que o primeiro exemplar de produção não voasse até Novembro de 1944. A maior parte das mudanças recentes resumiam-se ao novo motor instalado na aeronave. Depois de se ter produzido os primeiros 10 exemplares, ocorre outra mudança para se instalar uma versão melhorada do motor, o Centaurus IX. O Mk III revelou ser incapaz de realizar operações em porta-aviões por várias razões. O novo motor tinha uma performance maior que o Sabre, e o manuseamento do leme tornava-se mais difícil à descolagem quando as flaps estavam estendidas. A própria visibilidade era pobre, fazendo com que o piloto não visse a pista quando se preparasse para aterrar. O gancho era tinha uma fraca ligação com o resto da fuselagem, e a aeronave, sempre que tentava aterrar, sofria com a falta de sustento numa das asas. Devido a todos estes problemas, a aeronave voltou ao ponto de partida para reparar todos estes graves erros.
O T.F. Mk IV (B-46), designação de mais um desenvolvimento, tinha uma cauda que ocupada uma grande área para uma melhor estabilização da aeronave em baixas velocidades, enquanto em ambas as asas foram instaladas flaps especiais para reduzir a velocidade da aeronave, tanto em pleno voo como na aterragem; as asas também foram modificadas para permitir que carregassem uma bomba de 910 kg em cada asas, onde se poderia optar também por dois tanques de combustível ou quatro mísseis RP-3 em cada asas. A parte inferior da fuselagem, onde se situa o dispositivo de torpedeiro, foi modificado para permitir uma relocalização do trem de aterragem, de modo a facilitar o piloto aquando da aterragem, e para permitir a instalação de um tanque de combustível mesmo por cima do torpedo, dentro da fuselagem. O Mk IV voou pela primeira vez a 17 de Maio de 1945, e foi a primeira versão do Firebrand a ser produzida em massa, com 170 unidades produzidas, apesar de cerca de 50 aeronaves tenham sido canceladas.
Já a versão posterior, o Firebrand T.F. Mk 5 trouxe consigo ligeiras mudanças no que toca à aerodinâmica, e 123 Mk IV foram convertidos no Mk 5. A versão final, o T.F. Mk 5A, foi praticamente à versão anterior, à excepção das flaps que passaram a ser accionadas através de um sistema hidráulico para aumentar a sua eficiência. Fois Mk 5 e cinco Mk IV foram convertidos em Mk 5A.

## História operacional
O Firebrand não passou por nenhum tipo de operacionalidade durante a Segunda Guerra Mundial, pois os TF IV não foram entregues ao 813 Naval Air Squadron até 1 de Setembro de 1945. O esquadrão deixou de existir a 30 de Setembro de 1945 sem nunca lhe ter sido atribuída uma missão. Já os T.F. 5 voaram a bordo do HMS Impecable, mais tarde renomeado como HMS Indomitable (92), e lá permaneceram até Fevereiro de 1953 quando foram substituídos pelo Westland Wyvern. O 827 Naval Air Squadron recebeu os seus T.F. 5 e T.F. 5A a 13 de Dezembro de 1950 e voou com eles a bordo do HMS Eagle até serem dispensados de serviço a 19 de Dezembro de 1952. Vários esquadrões de menor importância receberam várias aeronaves Firebrand para efectuarem voos de treino e testes nas pistas dos seus navios.
Durante um voo de teste, o piloto e aviador naval Eric Brown comentou que "a aeronave tinha muito pouca performance e falta de maneabilidade". Além disso, a pobre vista que o piloto tinha aquando da preparação para a aterragem fizeram com que a aeronave fosse referida como "um desastre na operação de aterragem em convés".

## Variantes
Blackburn B-37
Três protótipos encomendados para atingir a Specification N.11/40, nomeado de Firebrand a 11 de Julho de 1941. O segundo protótipo foi reconstruído para se transformar num protótipo do T.F. II.
Firebrand F. I
Variante de produção do B-37 com uma encomenda de 50 aeronaves para serem construídas em Brough, em que a maior parte foi produzida como T.F. II e T.F. III, onde apenas os nove primeiros foram produzidos como F. I.
Firebrand T.F. II
Variante melhorada, 12 construídos.
Firebrand T.F. III
Blackburn B-45, alimentado pelo motor Centarus VII, dois protótipos para S.8/43 e 27 exemplares produzidos.
Firebrand T.F. IV
Blackburn B-46, variante melhorada com o motor Centaurus IX, 250 encomendados, mas apenas 170 foram produzidos, dos quais 124 foram convertidos em T.F. 5, alguns antes mesmo de serem entregues.
Firebrand T.F. 5
Variante melhorada, 124 modificados a partir de T.F. IV, sendo dois convertidos a T.F. 5A.
Firebrand T.F. 5A
Dois protótipos modificados a partir de um T.F. 5 e seis convertidos a partir de T.F. IV.

## Especificações
As especificações que se seguem são referentes ao Firebrand T.F. Mk IV, a versão mais produzida do Firebrand.
- Tripulação: 1
- Comprimento: 11,81 m
- Envergadura: 15,634 m
- Altura: 4,04 m
- Área das asas: 35,6 m²
- Peso vazio: 5.197 kg
- Peso máximo: 7.575 kg
- Capacidade de combustível: 1.090 litros
- Motor: Um Bristol Centaurus IX
- Velocidade máxima: 550 km/h
- Velocidade cruzeiro: 412 km/h
- Alcance: 1.199 km
- Armamento: Quatro canhões de 20 mm
- Mísseis: 16 mísseis RP-3
- Bombas: Um torpedo de 840 kg ou duas bombas de 910 kg cada

## Operadores
Reino Unido
- Royal Navy Fleet Air Arm
  - Esquadrão Aeronaval 813[24]
  - Esquadrão Aeronaval 827[25]